# Musée national du Qatar (métro de Doha)
Musée national du Qatar (en arabe : متحف قطر الوطني, en anglais : National Museum) est une station sur la Ligne Or du Métro de Doha. Elle est ouverte en 2019.

## Histoire
La station est mise en service le 21 novembre 2019.

## À proximité
- Musée national du Qatar